# Legea talionului (colecție de povestiri)
Legea talionului (1973) (titlu original La Loi du talion) este o culegere de povestiri science fiction și fantasy a scriitorului Gérard Klein.

## Cuprins
- "Cache-cache" / "De-a v-ați ascunselea"
- "Un instant, s'il vous plaît" / "O clipă, vă rog"
- "Ligne de partage" / "Linie despărțitoare"
- "Les Blousons gris" / "Salopetele cenușii"
- "Les Virus ne parlent pas" / "Virușii nu vorbesc"
- "Avis aux directeurs de jardins zoologiques" / "Aviz directorilor de grădini zoologice"
- "Réhabilitation" / "Reabilitare"
- "Sous les cendres" / "Sub cenușă"
- "Jonas" / "Iona"
- "La Loi du talion" / "Legea talionului"
- "Les Créatures" / "Creaturile"